# Міодраг Божович
Міодраг Божович (чорн. Miodrag Božović, нар. 22 червня 1968, Мойковац) — югославський та чорногорський футболіст, що грав на позиції захисника. По завершенні ігрової кар'єри — чорногорський тренер. З 3 вересня 2021 року — головний тренер російського клубу «Арсенал» (Тула).

## Ігрова кар'єра
У дорослому футболі дебютував 1987 року виступами за команду «Будучност», в якій провів п'ять сезонів, взявши участь у 102 матчах чемпіонату. Більшість часу, проведеного у складі «Будучності», був основним гравцем захисту команди.
Своєю грою за цю команду привернув увагу представників тренерського штабу клубу «Црвена Звезда», до складу якого приєднався 1992 року. Відіграв за белградську команду наступні два сезони своєї ігрової кар'єри. Граючи у складі «Црвени Звезди» також здебільшого виходив на поле в основному складі команди і у першому сезоні став із командою володарем Кубка Союзної Республіки Югославії.
З 1994 року виступав за кордоном, граючи за індонезійський клуб «Пеліта Джая», кіпрський АПОП, нідерландський «Валвейк» та японську «Авіспу Фукуока», втім у жодній команді надовго не затримувався.
Завершив професійну ігрову кар'єру у нідерландському «Росендалі», денедовго виступав протягом 1999 року.

## Кар'єра тренера
Розпочав тренерську кар'єру невдовзі по завершенні кар'єри гравця, 2000 року, очоливши тренерський штаб нижчолігового клубу «Белград», після чого входив до тренерського штабу Радмила Іванчевича у японському клубі «Консадолє Саппоро».
З 2002 року по 2008 рік із перервами очолював «Борац» (Чачак). У першу перерву (2003—2005) Божович встиг потренувати «Хайдук» (Белград) та кіпрський «Пафос», а в другий (2006—2007) чорногорські клуби «Будучност» та «Грбаль».
З 2008 року Божович працює в Росії. Перед сезоном 2008 року підписав контракт із російським клубом «Амкар» (Перм) і зайняв із цією командою четверте місце в Прем'єр-лізі, а також вийшов у фінал Кубку Росії, де поступився ЦСКА. За однією з версій, покинув пермський клуб, тому що порахував, що його заслуги в «Амкарі» не були визнані. Також існують версії, що причиною розставання Божовича з «Амкаром» могли бути непрості взаємини президентом «Амкара» Валерієм Чупраковим, а також те, що в «Москві» Божовичу запропонували істотно більшу зарплату, ніж міг платити «Амкар».
У грудні 2008 став тренером ФК «Москва». Був головним тренером ФК «Москва» протягом одного сезону. У 2009 році його команда посіла 6 місце, що було сприйнято як дуже хороший результат. Після закінчення чемпіонату стало відомо про серйозні фінансові проблеми ФК «Москва». У результаті проблеми вирішені не були, на початку 2010 року «Москва» втратила професійний статус, і Божович розірвав контракт із клубом.
27 квітня 2010 року призначений головним тренером московського «Динамо». Сезон 2010 року «Динамо» завершило на 7 місці. Керівництво «Динамо» розраховувала на більш високе місце, але дало Божовичу шанс в наступному сезоні. В підтвердження того, що керівництво не повністю задоволене роботою Божовича, 5 листопада 2010 року з'явилися чутки про інтерес з боку «Црвени Звезди», яку він мріяв очолити. Однак Божович залишився в «Динамо» і готував команду до сезону 2011/12 років. У новому сезоні «Динамо» грало також нижче очікувань свого керівництва і розташовувалося в середині турнірної таблиці. 20 квітня 2011 року після матчу ¼ фіналу Кубка Росії 2010/11 проти «Ростова», що завершився поразкою московської команди з рахунком 1:2, Божович подав у відставку з поста головного тренера, яку керівництво «Динамо» задовольнило 21 квітня.
З 28 вересня 2011 року знову став головним тренером «Амкара». З 11 червня 2012 року залишив посаду тренера «Амкара» за власним бажанням і перейшов тренувати «Ростов». 8 травня 2014 року «Ростов» під керівництвом Божовича виграв Кубок Росії. 25 вересня 2014 року, займаючи 14-те місце в Чемпіонаті Росії після 8 турів, і після вильоту з Ліги Європи і Кубка Росії на стадії 1/16 фіналу, Божович покинув «Ростов».
4 жовтня 2014 року призначений виконуючим обов'язки головного тренера московського «Локомотива», а вже 10 жовтня став головним тренером команди. 11 травня 2015 року пішов у відставку у зв'язку з незадовільними результатами команди, незважаючи на те, що клуб вийшов у фінал Кубка Росії. Пізніше «Локомотив» відправив Божовичу медаль за перемогу в Кубку Росії.
1 червня 2015 року Божович став головним тренером «Црвени Звезди». Проте вже на початку серпня подав у відставку зі своєї посади, яку керівництво клубу не прийняло. В результаті, робота з командою виявилася успішною, і в сезоні 2015/16 «Црвена» здобула чемпіонський титул. На наступний рік клуб виграв срібло.
18 червня 2017 року очолив тульський «Арсенал». 20 травня 2018 року оголосив про відхід із команди. Команда в сезоні 2017/18 зайняла 7-е місце і зупинилася за крок від потрапляння у єврокубки.
5 жовтня 2018 року був представлений як новий головний тренер самарських «Крил Рад». Під його керівництвом команда фінішувала 13-ю у чемпіонаті Росії 2018/19 і зберегла місце у Прем'єр-лізі Росії лише через стикові матчі.
З 3 вересня 2021 року — знову головний тренер тульського «Арсенала».

## Титули і досягнення

### Як гравця
- Володар Кубка Союзної Республіки Югославії (1):

«Црвена Звезда»: 1992–93

### Як тренера
- Володар Кубка Росії (2):

«Ростов»: 2013–14
«Локомотив» (Москва): 2014–15